# Wimmerella hedyotidea
Wimmerella hedyotidea är en klockväxtart som först beskrevs av Rudolf Schlechter, och fick sitt nu gällande namn av Serra, M.B.Crespo och Thomas G. Lammers. Wimmerella hedyotidea ingår i släktet Wimmerella och familjen klockväxter. Inga underarter finns listade i Catalogue of Life.